# Lost Highway Records
Lost Highway of Lost Highway Records is een boutique platenlabel, dat in 2000 door Luke Lewis, de bestuursvoorzitter van Mercury Records werd opgericht. In 2010 werd het label een partnerlabel van Island Records en stopte het met het uitbrengen van nieuwe muziek. Sinds 2012 is het label een sublabel van Universal Music Group Nashville en brengt nog maar sporadisch platen uit. 2023 was een uitschieter met vijf heruitgaven van Willie Nelson en vier van Ryan Adams.
De naam van het label is ontleend een een liedje van Hank Williams, oorspronkelijk uitgebracht door Leon Payne.
Artiesten die platen bij het label hebben uitgebracht zijn o.a. Willie Nelson, Ryan Adams, Lyle Lovett, Donavon Frankenreiter, Lucinda Williams, Mary Gauthier, Morrissey, Ryan Bingham, Hayes Carll, Johnny Cash, Van Morrison en Elvis Costello.
Ook de muziek van de film O Brother, Where Art Thou? werd op Lost Highway uitgebracht. Het album bereikte een nummer 1 positie in de Billboard 200 en is de succesvolste uitgave van Lost Highway.